# 菲利克斯·耶恩
菲利克斯·耶恩（德語：Felix Jähn，1994年8月28日—），藝名菲利克斯·耶恩（德語：Felix Jaehn），是一名專精於熱帶浩室曲風的德國唱片騎師及音樂製作人。

## 早年生活
耶恩生於德國漢堡，在梅克倫堡-西波美恩申貝格長大。他自5歲開始學習小提琴，16歲展開唱片騎師生涯。17歲那年，他進入倫敦Point Blank音樂學院學習音樂製作及商業學。他也曾在柏林的柏林洪堡大學主修企業管理學，但是，經過短短兩個月後便申請休學。

## 職業生涯

### 2013年至今：展露頭角
2013年8月，耶恩發行首張單曲〈Sommer am Meer〉。他在2014年1月開始製作牙買加歌手Omi的歌曲〈專屬啦啦隊〉的混音版本，並在該年5月推出單曲。這首歌在10月首度登上瑞典單曲榜冠軍後開始受到關注，隨後，於2015年登上德國、澳洲、奧地利、比利時（佛蘭德斯及瓦隆）、加拿大、墨西哥、丹麥、法國、愛爾蘭、荷蘭、斯洛伐克、瑞士、英國及美國等國單曲榜冠軍。2014年11月，他推出單曲〈Shine〉。2015年3月，發行單曲〈Dance with Me〉。2015年4月，耶恩邀請賈思敏·湯普森擔任主唱，重混了洛福斯樂團及Chaka Khan的經典歌曲〈Ain't Nobody〉，並將這首混音版本重新命名為〈Ain't Nobody (Loves Me Better)〉。這首歌收錄於他在2016年1月發行的同名迷你專輯《菲利克斯·耶恩》中，亦曾登上德國及奧地利等歐洲國家單曲榜冠軍。他現在為环球唱片旗下藝人。

### Eff
2015年，耶恩與德國歌手馬克·佛斯特於維也納的一場活動上相識後，組成音樂雙人組Eff，由佛斯特擔任主唱，耶恩擔任唱片騎師兼製作人。Eff的命名來自於耶恩與佛斯特兩人的姓名。2015年11月，他們推出首支單曲〈Stimme〉。這支單曲曾連續三週坐穩德國單曲榜冠軍，也曾登上奧地利及瑞士單曲榜。

## 个人生活
2018年2月，耶恩在接受德国《时代周报》采访时公开自己的双性恋性取向，坦承自己曾与女性交往，也同样会爱上男性。他称自己“有时对女生更有兴趣，有时更喜欢男生。”

## 外部連結
- 官方网站